# Lantis
Die K.K. Lantis (jap. 株式会社ランティス, Kabushiki-gaisha Rantisu, engl. Lantis Co., Ltd. und Lantis Records Co., Ltd.) ist ein japanisches Medienunternehmen in Shibuya, die sich darauf spezialisiert hat, Musik und Software zu vermarkten. Ein Schwerpunkt liegt dabei auf der Produktion von Musik- und Sprachaufnahmen für Anime und Computerspiele. Dabei tritt Lantis hauptsächlich als Publisher in Erscheinung, produziert aber auch durch unter Vertrag genommene Musiker eigene Werke.

## Geschichte
Die Firma wurde am 26. November 1999 gegründet. Der Name der Firma basiert dabei auf dem Inhalt eines produzierten Hörspieles des von Kia Asamiya gezeichneten Manga Silent Möbius. Inhaltlich spielte diese CD auf Atlantis an und gab der Firma ihren Namen.
Im Juli 2004 wurde ein neuer Vertriebszweig mit dem Namen ONZARAN gegründet, welcher unter dem Plattenlabel MellowHead vor allem Musikproduktionen von Seiyū vermarktete. Das Label blieb auch nach der Übernahme durch Bandai Visual im Jahre 2006 bestehen.
Im Mai 2006 wurde die Firma von Bandai Visual mit einem Anteil von 50,6 % übernommen und ist seitdem ein Teilunternehmen dieser Gruppe. Am 1. April 2007 wies die Firma, nach eigenen Angaben, ein Kapital von 420,5 Mio. Yen (ca. 2,56 Mio. Euro) auf.

## Künstler die mit Lantis in Beziehung stehen
Da Lantis in vielen Fällen als Publisher agiert, stehen unter anderen folgende Künstler (Sänger und/oder Seiyū) bei Lantis unter Vertrag.
- AiRI
- Ai Shimizu (MellowHead)
- Ali Project (MellowHead)
- Aya Hirano
- Ceui (MellowHead)
- Daisuke Ono
- eufonius
- JAM Project
- Hironobu Kageyama
- Ken’ichi Suzumura
- Kishō Taniyama
- KOTOKO
- Mai Nakahara
- Masumi Itō
- Megumi Ogata (MellowHead)
- Minami Kuribayashi
- Minori Chihara
- Mitsuo Iwata
- Momoi Haruko
- Ryōko Shintani
- Saeko Chiba
- Sakura Nogawa
- Saori Atsumi
- Suara
- Under17
- UYAMUYA
- Yūko Gotō
- YURIA (MellowHead)

## Produktionen
Eine Auswahl an Produktionen die durch oder unter Beteiligung von Lantis entstanden, sind in folgenden Listen chronologisch dargestellt.

### Anime
1999
- 宇宙海賊ミトの大冒険
- 宇宙海賊ミトの大冒険2人の女王様

2000
- Shin Getter Robo
- Angel Sanctuary

2001
- Angel’s Tails (おとぎストーリー 天使のしっぽ, Otogi Story Tenshi no Shippo)
- Galaxy Angel (ギャラクシーエンジェル)
- Crush Gear Turbo (激闘!クラッシュギアTURBO Gekito! Crush Gear Turbo)
- Gals! (ぎゃるず)
- Figure 17 Tsubasa & Hikaru (フィギュア17つばさ＆ヒカル)
- Mazinkaiser (マジンカイザー, Majinkaizā)
- Magical Nyan Nyan Taruto (魔法少女猫たると, Majikaru Nyan Nyan Taruto)
- よばれてとびでて!アクビちゃん

2002
- アーケードゲーマーふぶき
- Azumanga Daioh (あずまんが大王, azumanga daiō)
- Onegai Teacher (おねがい☆ティーチャー, Onegai Tīchā)
- Cosplay Complex (こすぷれ, COMPLEX)
- Gravion (超重神グラヴィオン, Choujuushin Gravion)
- Haibane Renmei (灰羽連盟, Haibane Renmei)
- Heat Guy J (ヒートガイジェイ, Hīto Gai Jei)
- PitaTen (ぴたテン, Pita-Ten)

2003
- Dragon Girls (一騎当千, Ikkitōsen)
- Onegai Twins (おねがい☆ツインズ)
- Chrono Crusade (クロノクルセイド)
- Kimi ga Nozomu Eien (君が望む永遠, Kimi ga Nozomu Eien)
- Cromartie High School (魁!!クロマティ高校, Sakigake!! Kuromati Kōkō)
- Machine Robo Rescue (出撃！マシンロボレスキュー)
- Angel’s Tails OVA (おとぎストーリー 天使のしっぽ, Otogi Story Tenshi no Shippo)
- Scrapped Princess (スクラップド・プリンセス, Sukurappudo Purinsesu)
- Saint Beast (セイント・ビースト)
- D. C. – Da Capo (D.C. ~ダ・カーポ~, D.C. da kāpo)
- Nanaka 6/17 (ななか6/17, Nanaka Jūnana-bun no Roku)
- Narue no Sekai (成恵の世界)
- Popotan (ぽぽたん, Popotan)

2004
- Girls Bravo (ガールズブラボー, Girls Bravo)
- Genshiken (げんしけん)
- Kujibiki Unbalance (くじびきアンバランス)
- Koi Kaze (恋風)
- DearS (ディアーズ, Diazu)
- Panda-Z: The Robonimation (パンダーゼット THE ROBONIMATION, Pandā Zetto Za Robonimēshon)
- Daphne in the Brilliant Blue (光と水のダフネ, Hikari to Mizu no Dafune)
- Futakoi (双恋, Futakoi)
- My-HiME (舞-HiME, Mai-HiME)
- Midoris Days (美鳥の日々, Midori no Hibi)

2005
- Immortal Grand Prix
- SHUFFLE!
- Super Robot Wars Original Generation: The Animation (スーパーロボット大戦ORIGINAL GENERATION THE ANIMATION, Sūpā Robotto Taisen Orijinaru Jenerēshon Za Animēshon)
- Suki na Mono wa Suki Dakara Shōganai! (好きなものは好きだからしょうがない!, Suki na Mono wa Suki Dakara Shōganai!)
- Noein – to your other self (ノエイン もうひとりの君へ, Noein – Mou hitori no kimi e)
- Futakoi Alternative (フタコイ オルタナティブ, Futakoi Orutanatibu)
- Mai-Otome (舞-乙HiME)
- Raimuiro Senkitan (らいむいろ戦奇譚)

2006
- Asatte no Houkou (あさっての方向.)
- Utawarerumono (うたわれるもの)
- Strawberry Panic! (ストロベリー・パニック!, Sutoroberī Panikku!)
- Suzumiya Haruhi no Yūutsu (涼宮ハルヒの憂鬱)
- Tactical Roar (タクティカルロア, Takutikaru Roa)
- Magikano (マジカノ, Majikano)
- Lovedol 〜Lovely Idol〜 (らぶドル, Rabudoru)
- Renkin 3-kyū: Magical? Pokān (錬金3級 まじかる？ぽか～ん, Renkin 3-kyū Majikaru ? Pokān)

2007
- Idolmaster: XENOGLOSSIA (アイドルマスター XENOGLOSSIA, Aidorumasutā: XENOGLOSSIA)
- Princess Resurrection (怪物王女, Kaibutsu Ōjo)
- Kamichama Karin (かみちゃまかりん)
- KimiKiss (キミキス, KimiKisu)
- Kodomo no Jikan (こどものじかん)
- School Days (スクールデイズ, Sukūru Deizu)
- Hidamari Sketch (ひだまりスケッチ)
- Potemayo (ぽてまよ, Potemayo)
- MOETAN (もえたん)

2008
- Kimi ga Aruji de Shitsuji ga Ore de (君が主で執事が俺で)
- Kyōran Kazoku Nikki (狂乱家族日記)
- Shigofumi: Letters from the Departed (シゴフミ ~Stories of Last Letter~)
- True tears (トゥルーティアーズ, Turū Tiāzu)

2011
- Mirai Nikki (未来日記)

2013
- Karneval    (カーニヴァル)

### Spiele
1999
- Gran Turismo 2

2000
- Moonlight Lady (顔のない月, Kao no nai tsuki)
- G-Saviour

2001
- Kimi ga Nozomu Eien (君が望む永遠, Kimi ga Nozomu Eien)
- Green Green (グリーングリーン, Gurīn Gurīn)
- Sister Princess (シスター・プリンセス, Shisutaa Purinsesu)
- Super Robot Wars Alpha Gaiden (スーパーロボット大戦α外伝, Sūpā Robotto Taisen Arufa Gaiden)

2002
- Mobile Suit Gundam: Lost War Chronicles
- D.C. – Da Capo (D.C. ~ダ・カーポ~, D.C. da kāpo)

2003
- Orange Pocket (オレンジポケット, Orenji Poketto)
- Tokyo Xtreme Racer 3
- 2nd Super Robot Wars Alpha (第2次スーパーロボット大戦α, Dai-Ni-Ji Sūpā Robotto Taisen Arufa)
- Popotan (ぽぽたん)
- Muv-Luv (マブラヴ, Maburavu)
- Maple Colors (メイプルカラーズ, Maple Colors Kessen ha Gakuen Matsuri)

2004
- Shuffle! (シャッフル!, Shuffle!)
- Super Robot Wars MX (スーパーロボット大戦MX, Sūpā Robotto Taisen Emu Ekkusu)
- Final Approach (Φなる・あぷろーち, Fuainaru Apurōchi)
- Futakoi (双恋)
- Majipuri -Wonder Cradle- (まじぷり -Wonder Cradle-)
- Monochrome

2005
- Akiiro Renka (秋色恋華)
- Super Robot Wars Alpha 3: To the End of the Galaxy (第3次スーパーロボット大戦α 終焉の銀河へ, Dai-San-Ji Sūpā Robotto Taisen Arufa: Shūen no Ginga he)
- School Days (スクールデイズ, Sukūru Deizu)
- Futakoi Alternative (フタコイ オルタナティブ, Futakoi Orutanatibu)
- My-HiME (舞-HiME, Mai-HiME)

2006
- Summer Days (サマーデイズ)
- Strawberry Panic! GIRLS' SCHOOL IN FULLBLOOM
- D.C. II ～Da Capo II～ (D.C.II ~ダ・カーポII~)

2007
- Super Robot Wars OG: Original Generations (スーパーロボット大戦OG オリジナルジェネレーションズ, Sūpā Robotto Taisen Ōjī Orijinaru Jenerēshonzu)